# Mnasilus
Mnasilus là một chi bướm ngày thuộc họ Bướm nâu.